# Jacob Wilhelm Haniel
Jacob Wilhelm Haniel (* 20. März 1734 in Elberfeld; † 28. Mai 1782 in Ruhrort) war ein deutscher Kaufmann und Vater des Unternehmers Franz Haniel.

## Leben und Wirken
Jacob Wilhelm Haniel war Sohn des Kaufmanns Friedrich Joachim Haniel und seiner Frau Catharina, geborene vom Heydt, in Elberfeld. Er wurde lutherisch getauft, aber im reformierten Glauben erzogen. Über seine Ausbildung ist nichts bekannt. Wie seine vier Geschwister zog er in das preußische Duisburg, wo er 1757 eine Weinhandlung eröffnete. Sein Kompagnon war zunächst für etwa zwei Jahre sein Schwager Bernhard Bongart, ab Anfang 1759 sein jüngerer Bruder Peter Friedrich. Die Weinhandlung Gebrüder Haniel schien auch während des Siebenjährigen Krieges gut zu laufen: Bei einer nach dem jeweiligen Vermögen gestaffelten Zwangsanleihe, mit der die Duisburger Bürger im Jahr 1763 Zahlungen an die Franzosen finanzieren mussten, standen die Brüder an dritter Stelle. Nach dem Siebenjährigen Krieg wurde Wein von Rhein und Mosel mit hohen Importzöllen belegt, und die Bürger mussten auf solche Luxusgüter hohe Steuern bezahlen. Deshalb dehnten die Haniels ihr Geschäft auf allgemeinen Speditions- und Kommissionshandel aus. Dennoch gingen die Umsätze insgesamt zurück.
Vermutlich war es Jacob W. Haniel, der 1771 mit einem Kompagnon namens Chombart einen Kohlenhandel in Duisburg unterhielt. Möglicherweise war es auch der Bruder Peter Friedrich Haniel. Bei diesem Geschäft handelte es sich um den ersten bekannten Kohlenhandel unter dem Namen Haniel. 1761 heiratete Jacob W. Haniel Aletta Noot. Auf Wunsch der Familie Noot übernahm er 1772 das Ruhrorter Packhaus, das seit dem Tod seines Schwiegervaters Jan Willem Noot 1770 keine Geschäfte mehr abwickelte. Ab diesem Zeitpunkt wurde es vermutlich erstmals als Handelshaus geführt, wobei Weinhandel und Spedition allgemeiner Art das Hauptgeschäft der Firma Jacob W. Haniel blieben. Zweimal wandte sich Jacob W. Haniel an den preußischen König, um in den Genuss von Privilegien für Zuwanderer, zum Beispiel Steuererleichterungen, zu gelangen. Er spielte offensichtlich mit dem Gedanken, sich auch als Fabrikant zu betätigen, da beim Ansiedelungsgesuch nach Duisburg von einer Tuchfabrik die Rede ist. Als er nach Ruhrort kam, kündigte er an, eventuell eine „gewisse Fabrik“ errichten zu wollen. Diese Pläne wurden aber nicht umgesetzt. 
Als er am 28. Mai 1782 im Ruhrorter Packhaus mit 48 Jahren starb, hinterließ er seine Frau Aletta, die Söhne Wilhelm, Gerhard und Franz Haniel sowie die Tochter Johanna Sophia, die den Hüttendirektor Gottlob Jacobi geheiratet hatte.